# Középspanyol hangeltolódás
A középspanyol hangeltolódás (spanyolul: reajuste del sistema consonántico medieval) a kasztíliai spanyol nyelvben a 16–17. században végbement mássalhangzóváltozás volt, amely során létrejött a modern spanyol nyelv mássalhangzó-állománya. Ezt az átmeneti időszakot tekintjük nyelvtörténetileg középspanyol korszaknak, amely egyben a klasszikus spanyol irodalom felvirágzásának kora (Siglos de Oro, az ’aranyszázadok’). A hangváltozás főként a réshangokat, „sziszegő” mássalhangzókat érintette, és valószínűleg már a 15. század derekán elkezdődött.

## Fonetikai leírás
A óspanyol nyelvben, amelyet a 15. század végéig beszéltek, a következő három pár sziszegőhang létezett, zöngés–zöngétlen fonológiai szembenállással:
- két dentoalveoláris zár-rés hang (affrikáta), zöngétlen és zöngés: /t͡s/ és /d͡z/ (előbbi a magyar c-nek, utóbbi a magyar dz-nek felel meg), írásban ç és z volt;
- két apikoalveoláris (emelt nyelvheggyel ejtett) réshang, zöngétlen és zöngés: /s/ és /z/, utóbbi csak magánhangzók között állhatott és az -s- jelölte, míg az előbbit magánhangzók között az -ss-;
- két prepalatális (posztalveoláris) réshang, zöngétlen és zöngés: /ʃ/ és /ʒ/ (előbbi a magyar s, utóbbi a magyar zs hangnak felel meg), írásban x, illetve j vagy (e, i előtt) g.

A 16–17. században egy hangtani változás zajlott le, amely az alábbi három főbb szakaszban foglalható össze:
1. Eltűnt a zöngés/zöngétlen megkülönböztetés a zöngétlen hangok javára, így a fonémák száma hatról háromra csökkent: /t͡s/, /s/ és /ʃ/.
2. A dentoalveoláris zár-rés hang /t͡s/ elvesztette a zár komponenst és először réshanggá alakult (magyar sz); majd az északi spanyolországi nyelvjárásokban zöngétlen interdentálissá /θ/ fejlődött, illetve az /s/ hanggal olvadt össze a déli, valamint a hispano-amerikai nyelvjárásokban, azaz a spanyol nyelvterület döntő kiterjedésű részén. Ez utóbbi jelenséget seseo névvel illeti a spanyol szakirodalom.
3. A prepalatális (posztalveoláris) zöngétlen réshang /ʃ/ képzési helye hátrébb tolódott (velarizálódott). Ennek eredményeképpen jött létre a modern spanyol /x/ fonéma (mint a pech szóban), amelyet a modern helyesírás jotával és – e, i előtt –  g-vel jelöl. Feltételezések szerint az /ʃ/-ből először egy átmeneti hang, a [ç] alakult ki (kb. a magyar j és h közötti hang, amelyet a német ich, München szavakban ejtünk) – a latin-amerikai nyelvjárásokban ma is így ejtik e, i előtt a j/g-t –, majd ez tovább velarizálódott.

Az átalakulás szakaszait a következő táblázatban foglaljuk össze:
| Óspanyol  | Óspanyol | Középspanyol | Modern spanyol | Íráskép   |
| zöngétlen | zöngés   | Középspanyol | Modern spanyol | Íráskép   |
| --------- | -------- | ------------ | -------------- | --------- |
| /ʃ/       | /ʒ/      | [ʃ] > [ç]    | /x/            | ge, gi, j |
| /s/       | /z/      | [s]          | /s/            | s         |
| /t͡s/      | /d͡z/     | [t͡s] > [s]   | /s/, /θ/       | ce, ci, z |

A fenti hangváltozások lezajlásával jött létre a modern spanyol mássalhangzórendszer, amely miatt a spanyol jellegzetesen eltér a többi újlatin nyelvtől. Szintén sajátos átalakulás a spanyolban a latin szókezdő f- először [h]-vá alakulása, majd elvesztése. Az előbbi már jóval korábban végbemehetett, azonban az utóbbi szintén ezen időszak kezdetére tehető. Egyes kutatók szerint a középkori spanyolban a latin f hangot már aspiráltan (esetleg labiális [φ]-ként) ejtették a kevésbé művelt rétegekben, amit később a helyesírás is tükrözni kezdett az f helyett h alkalmazásával, amely a kiejtésben fokozatosan eltűnt (mint ahogyan a latin eredetű h már a késői latinban elnémult). Valójában e helyesírásbeli változás megtörténte előttről nem lehet bizonyossággal tudni, hogy mi lehetett az f pontos kiejtése ([f]~[φ]~[h]?). Feltételezések szerint így a spanyol f újbóli megjelenése már késői középkori fejlemény, közvetlenül a latinból történő művelt szóátvételek útján.

## A hangváltozás eredete
A természetes fonetikai fejlődése során általában azok a beszédhangok tűnnek el, illetve egyenlítődnek ki, amelyek valódi fonológiai megkülönböztető szerepe igen csekély. Az óspanyolban minimális szópár létezett, amelyben a /t͡s/–/d͡z/ vagy /ś/–/ź/ hangpároknak, vagyis a zöngés–zöngétlen szembenállásnak jelentősége lett volna, így nem okozott különösebb problémát e megkülönböztetés eltűnése. Egyes nyelvészek szerint az elzöngétlenedés baszk adsztrátumnak köszönhető (mivel ez a nyelv nem ismeri a zöngés sziszegőhangokat), míg mások úgy vélik, hogy belső strukturális okai vannak az átalakulásnak, amelyeket alább részletezünk.
Ugyanakkor, tekintettel arra, hogy az /ś/ ejtése az /ʃ/-éhez közelített, nem volt elegendő akusztikai különbség a két hang között, aminek eredményeképpen a beszélek elkezdték eltúlozni az /ʃ/ kiejtését a nyelvet egyre hátrébb tolva, mígnem eljutottak először a [ç] hanghoz (német ich), majd a modern /x/ fonémához. Hasonló folyamat zajlott le a /t͡s/ frikativizálódása (réshanggá válása) után az északi nyelvjárásokban: az ebből keletkező dentális [s] hang (amely pontosan megegyezik a magyar sz ejtésmódjával) így ugyanis akusztikailag alig megkülönböztethetővé vált az eredetileg meglévő  – a latin s, -ss- hangokból származó – apikoalveoláris (lágyan ejtett) [ś]-től; a probléma megoldására a beszélők előretolták a dentális [s] képzési helyét, aminek eredményeképpen létrejött a mai /θ/ fonéma. A déli nyelvjárások ugyanakkor a két hang semlegesítését választották, vagyis a latin ce-, ci-, ti’-ből eredő „kemény” (dentális), illetve az s, ss-ből származó „lágy” (apikoalveoláris) [ś] között a kiejtésben eltűnt a fonológiai megkülönböztetés, s ez az ejtésmód jutott el Hispano-Amerikába is; míg a kevésbé művelt andalúziai falusi beszélők között a két hang összekeveredéséből kialakult egy „selypítős” tájszólás is (ún. ceceo), amelyben a kétféle sz hang [θ]-ként valósult meg.

## Külső hivatkozások
- Real Academia Española (RAE) (spanyol)
- Linguaweb – spanyol–katalán nyelvészeti fórum (spanyol és katalán)